# Sibia du Langbian
Laniellus langbianis
Espèce
Statut de conservation UICN

 EN  : En danger
La Sibia du Langbian (Laniellus langbianis) est une espèce de passereaux de la famille des Leiothrichidae.

## Répartition
Cet oiseau est endémique du Sud du Viêt Nam où il se rencontre sur le Lang Bian.

## Classification
Le nom valide complet (avec auteur) de ce taxon est Laniellus langbianis (Gyldenstolpe (d), 1939).
L'espèce a été initialement classée dans le genre Crocias sous le protonyme Crocias langbianis Gyldenstolpe, 1939.
Ce taxon porte en français les noms vernaculaires ou normalisés suivants : Sibia du Langbian, Crocias du Langbian.
Laniellus langbianis a pour synonyme :
- Crocias langbianis Gyldenstolpe, 1939